# Xanthanomis fuscifrons
Xanthanomis fuscifrons är en fjärilsart som beskrevs av Walker 1864. Xanthanomis fuscifrons ingår i släktet Xanthanomis och familjen nattflyn. Inga underarter finns listade i Catalogue of Life.